# Darnell Mooney
Darnell Mooney (Gadsden, Alabama, 29 de octubre de 1997) es un jugador profesional estadounidense de fútbol americano que se desempeña en la posición de wide receiver en Atlanta Falcons, equipo de la National Football League (NFL).

## Carrera
Fue seleccionado en la quinta ronda en la Reunión Anual de Selección de Jugadores de la NFL de 2020. Hizo su debut profesional con el equipo Chicago Bears, donde jugó cuatro temporadas. A partir de 2024, fue cambiado al equipo Atlanta Falcons.